# Anomiopus galileoae
Anomiopus galileoae là một loài bọ cánh cứng trong họ Bọ hung (Scarabaeidae).